# Łukasz Kozub
Łukasz Kozub (ur. 3 listopada 1997 w Rzeszowie) – polski siatkarz, grający na pozycji rozgrywającego. 
W 2022 roku został powołany do reprezentacji Polski. 28 maja 2025 roku zadebiutował w kadrze narodowej Polski w meczu z reprezentacją Ukrainy.

## Sukcesy klubowe

### młodzieżowe
Mistrzostwa Polski Kadetów:
- 2014

Młoda Liga:
- 2014

Mistrzostwa Polski Juniorów:
- 2016

I liga:
- 2016

### seniorskie
Puchar CEV:
- 2024[9]
- 2025[10]

## Sukcesy reprezentacyjne
Międzynarodowy Turniej EEVZA Kadetów:
- 2013

Mistrzostwa Europy Kadetów:
- 2015[11]

Olimpijski festiwal młodzieży Europy:
- 2015[12]

Mistrzostwa Świata Kadetów:
- 2015[13]

Mistrzostwa Europy Juniorów:
- 2016

Mistrzostwa Świata Juniorów:
- 2017

Letnia Uniwersjada:
- 2019, 2021[14]

Liga Narodów:
- 2025[15]
- 2022[16]

## Nagrody indywidualne
- 2016: Najlepszy rozgrywający Mistrzostw Polski Juniorów
- 2017: Najlepszy rozgrywający Mistrzostw Świata Juniorów